# Convento de la Victoria (Madrid)

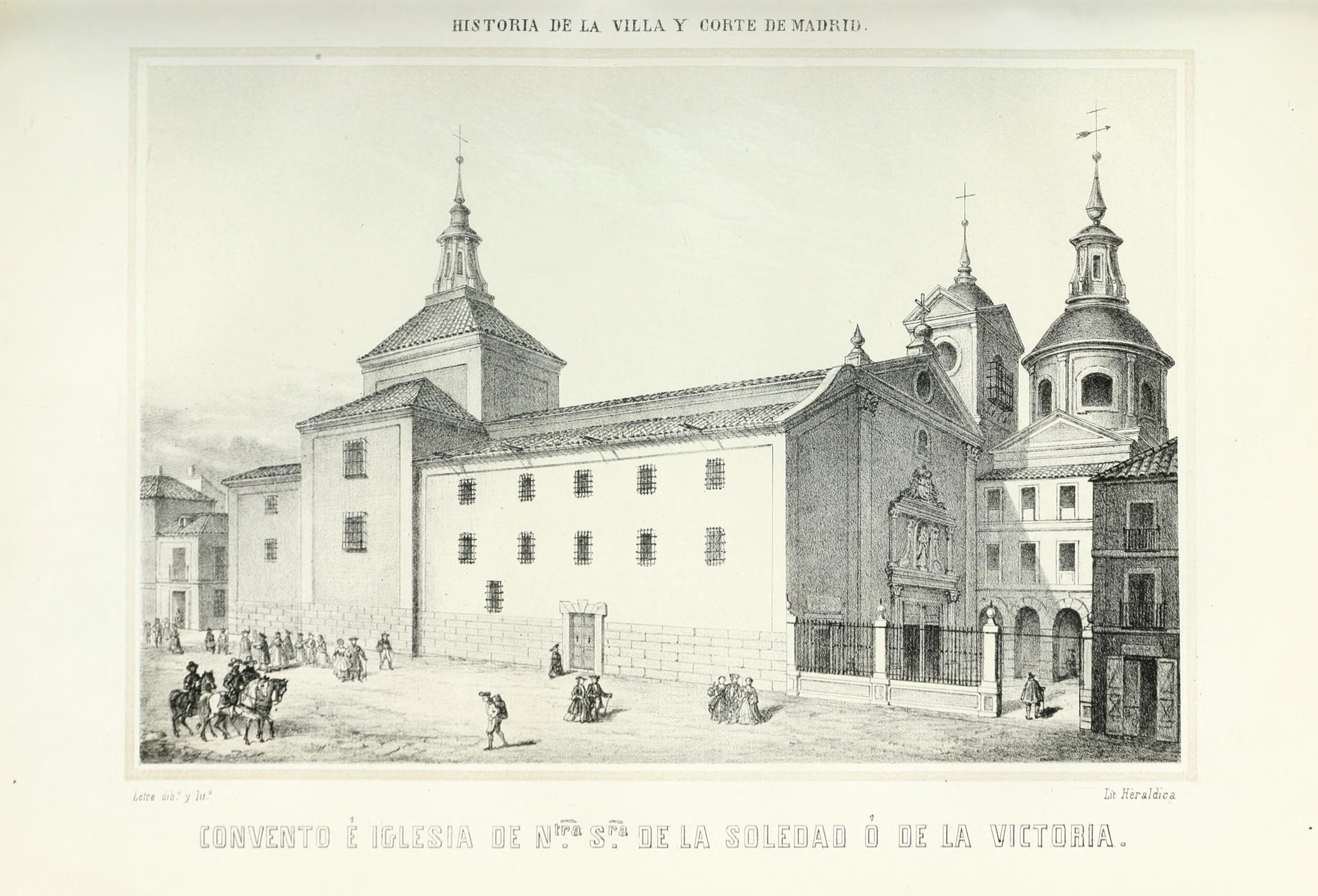
Vista del convento en una litografía de Eusebio de Letre de mediados del

El convento de Nuestra Señora de la Victoria (conocido simplemente como convento de la Victoria y Mínimos de la Victoria), situado en la Puerta del Sol de Madrid, fue una fundación de la Orden de los Mínimos, en las inmediaciones de la Carrera de San Jerónimo. Tenía una iglesia de estilo neoclásico con una capilla dedicada a Nuestra Señora de la Soledad (su imagen, esculpida por Gaspar Becerra, se hizo muy popular y era sacada en la procesión del Viernes Santo), y al parecer durante los reinados de Felipe III y Felipe IV se hizo famosa su misa de la Victoria.[cita requerida]

## Historia
Su fundación parte de la gesta militar de los Reyes Católicos cuando en 1487 pusieron sitio a la ciudad de Málaga y san Francisco de Paula profetizó la victoria del ejército cristiano. Los Reyes en agradecimiento avalaron la fundación del primer convento español de la Orden de Mínimos en Málaga en 1493, y más tarde, en 1561, el de Madrid por empeño de fray Juan de Vitoria, Provincial de Castilla de la orden de San Francisco de Paula, celebrando su primera misa el 7 de agosto de aquel año, con la asistencia del príncipe de Asturias, el infante don Carlos. La construcción del convento tuvo el apoyo de Isabel de Valois. El convento, que sufrió graves daños durante la Guerra de la Independencia, aunque posteriormente sería restaurado. Al igual que el vecino convento de San Felipe el Real existió hasta que la desamortización de Mendizábal, en 1836, decretó que fuese finalmente demolido. La limpieza del inmenso solar que ocupaba permitió la ampliación de la carrera de San Jerónimo, la apertura de la calle de Espoz y Mina y las calles y pasajes aledaños a ellas.

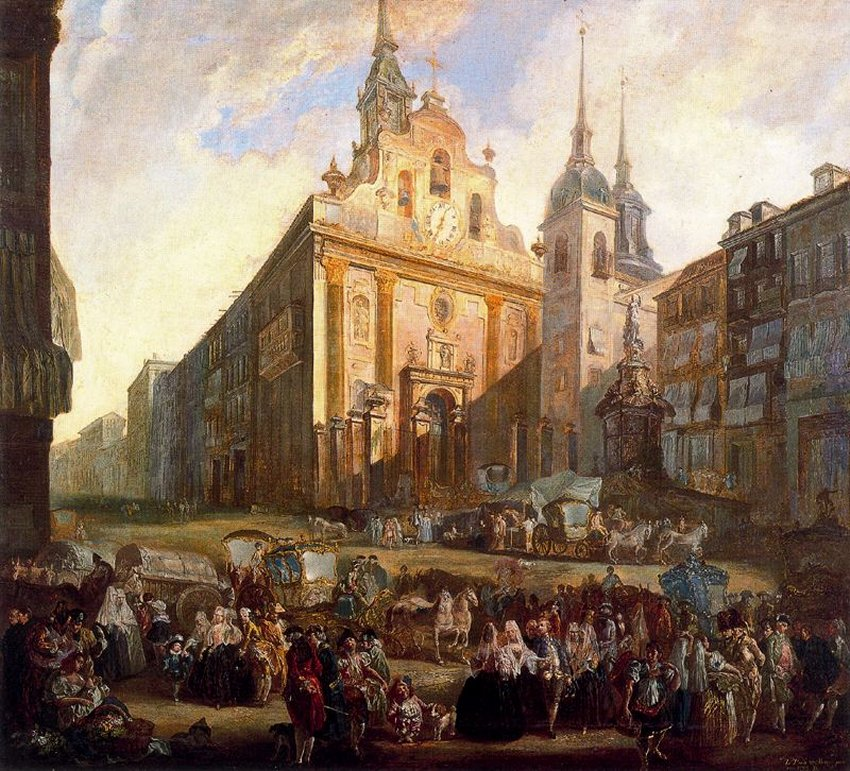
La Puerta del Sol en Madrid, 1773, obra de Luis Paret (La Habana, Museo Nacional de Bellas Artes). La iglesia del Buen Suceso ocupa el centro de la composición. A la derecha, se aprecia parte del convento de Nuestra Señora de la Victoria.

Este convento se ubicaba en el área comprendida entre la propia Puerta del Sol (haciendo esquina) y las calles actuales de la Victoria, de la Cruz, Cádiz y Carretas. Esta iglesia tuvo su puerta en la actual calle de Espoz y Mina (que por entonces no existía) y tuvo fama entre damas y galanes por celebrar una "misa ligera" (de corta duración). La iglesia aparece frecuentemente en la literatura del siglo XVI y posterior, en obras de Tirso de Molina (La celosa de sí misma, 1620), Vélez de Guevara (El Diablo Cojuelo, Moreto (El Caballero, 1652) o Antonio Solís (La gitanilla de Madrid, 1656).